# Родригес, Уго Исаак
Уго Исаак Родригес де ла О (исп. Hugo Isaac Rodríguez De la O; 8 июня 1990, Гвадалахара, Мексика) — мексиканский футболист, полузащитник клуба «Пуэбла» и сборной Мексики.

## Клубная карьера
Родригес начал карьеру в клубе «Атлас» из родной Гвадалахары. 11 апреля 2010 года в матче против «Пачуки» он дебютировал в мексиканской Примере. Из-за высокой конкуренции Уго только во втором сезоне смог закрепиться в основе. 31 июля 2011 года в поединке против «Крус Асуль» он забил свой первый гол за «Атлас».
В начале 2012 года Родригес перешёл в УАНЛ Тигрес. Сумма трансфера составила 2,5 млн. долларов. 21 апреля в матче против «Пачуки» он дебютировал в составе «тигров». Родригес не смог выиграть конкуренцию у Уго Айялы и Жуниньо и для получения игровой практики отправился в аренду в «Пачуку». 26 января 2014 в поединке против «Леона» он дебютировал за новую команду. 20 апреля в поединке против «Пуэблы» Уго забил свой первый гол за «Пачуку». По итогам сезона Родригес помог команде завоевать серебро чемпионата. После окончания аренды он вернулся в «Тигрес».

## Международная карьера
В 2011 году в составе молодёжной сборной Мексики Родригес выиграл  выступал на Панамериканские игры в родной Гвадалахаре. В 2012 году Уго стал чемпионом Турнира в Тулоне.
12 ноября 2014 года в товарищеском матче против сборной Нидерландов он дебютировал за сборную Мексики, заменив в конце второго тайма Хуана Васкеса.

## Достижения
Международные
 Мексика (до 20)
- Панамериканские игры — 2011
- Турнир в Тулоне — 2012